# 施钜
施钜（?—?），字大任，湖州武康县（今浙江省德清县）人。南宋大臣，宋高宗时参知政事。
施钜清约自持,无声色之好。政和八年（1118年）施钜中进士第。绍兴二十四年（1154年），施钜由吏部侍郎转任参知政事，成为副相。次年，罢职，以资政殿学士提举太平兴国宫。七月，知静江（今广西桂林）。绍兴二十七年，改知洪州（今江西南昌）。宋孝宗即位，以左太中大夫致仕。九十一岁去世。